# Awletim
Awletim (kirg. i ros. Авлетим) – wieś w Kirgistanie, w obwodzie dżalalabadzkim, w rejonie Aksy. W 2022 liczyła 2261 mieszkańców.